# SP-77
A SP-77 é uma rodovia transversal do estado de São Paulo, administrada pelo Departamento de Estradas de Rodagem do Estado de São Paulo (DER-SP) e pela concessionária Ecopistas.

## Denominações
Recebe as seguintes denominações em seu trajeto:
Nome:	Nilo Máximo, Rodovia
- De - até:	Jacareí - Santa Branca - Salesópolis
- Legislação:	LEI 2.201 DE 05/12/79

## Descrição
Principais pontos de passagem: BR-116 (Jacareí) - Santa Branca - SP 088 (Salesópolis)

## Características

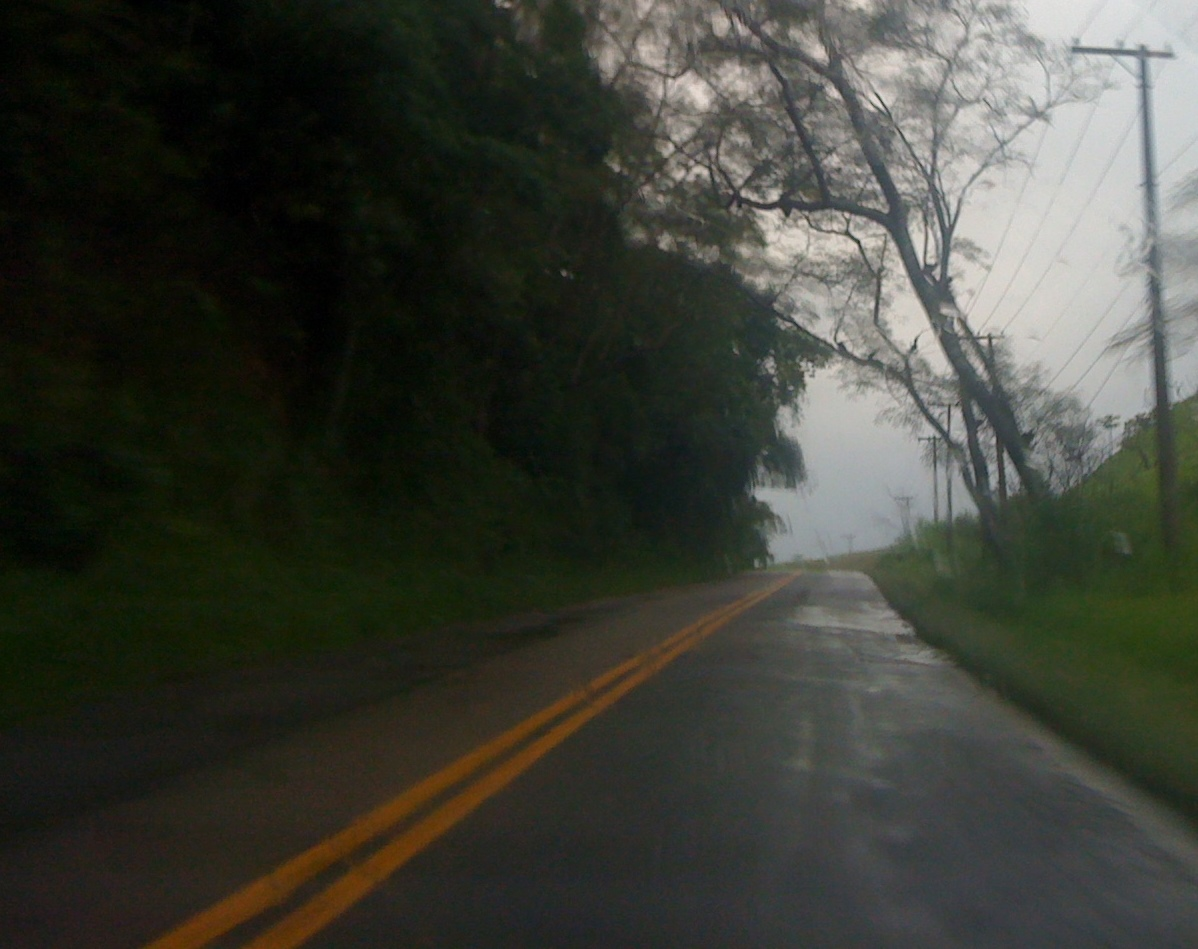
Trecho da SP-77 em Jacareí.

### Extensão
- Km Inicial: 0,000
- Km Final: 40,000

### Localidades atendidas
- Jacareí
- Santa Branca
- Salesópolis